# Wechselschalter

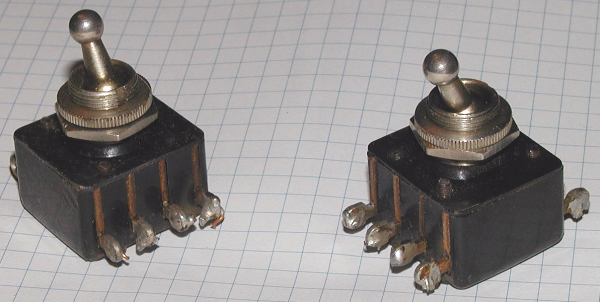
Historische Kippschalter mit vier getrennten Schaltwegen: je Seite 2 Öffner bzw. 2 Schließer

Ein Wechselschalter, Umschalter oder Wechsler ist ein Schalter mit drei (manchmal auch vier) Anschlüssen, der einen Stromkreis öffnet und gleichzeitig einen anderen schließt.
Ein Wechselschalter stellt in jeder Position einen Kontakt her. Der gemeinsame Mittelanschluss COM (common) wird in der Ruhestellung mit NC (normally closed) und in der anderen Stellung mit NO (normally open) verbunden. Somit wird der Mittelanschluss entweder mit dem einen oder mit dem anderen Kontakt verbunden.
Wird der dritte Anschluss nicht benutzt, kann der Schalter als gewöhnlicher Ein-/Aus-Schalter verwendet werden.

## Einpoliger Wechselschalter
Die englische Abkürzung ist SPDT “Single Pole Double Throw” und bedeutet „Einzel-Pol doppelt umlegend“.
Er wird u. a. für Wechselschaltungen eingesetzt, mit denen man zum Beispiel in einem Flur das Licht an einem Ende ein- und am anderen Ende ausschalten kann. Weitere Anwendungen sind 2-stufige Leistungs- oder Drehzahlumschalter, Signalweg-Umschalter.
Die Funktion kann durch Kontaktstücke realisiert sein, die ihre Lage entweder zwischen drei Kontakten oder zwei Kontaktpaaren wechseln. Bei Schiebe- und Drehschaltern ist es von der Konstruktion abhängig, ob der öffnende Kontakt mit Sicherheit vor dem Schließen des anderen öffnet (engl. break before make) oder ob es während des Umschaltens eine kurze Zeit gibt, während der beide Kontakte geschlossen sind (make before break).

## Zweipoliger Wechselschalter
Die englische Abkürzung ist DPDT “Double Pole Double Throw” und bedeutet „Doppel-Pol doppelt umlegend“.
Er besteht intern aus zwei Wechselschaltern, die gleichzeitig umgelegt werden. Das geschieht mit einer Kontaktzunge, einer Wippe oder einem Schaltstück, welches zwischen drei Kontakten oder zwei unabhängigen Kontaktpaaren wechselt, Dementsprechend hat er in den ersten Fällen zwei getrennte Schaltwege und sechs Anschlüsse und im letzten Fall 4 Schaltwege und 8 Anschlüsse (siehe auch Bild rechts und Bild oben).

Beschaltung eines Wechselschalters als Polaritätsumschalter

Bei entsprechender äußerer Beschaltung, wie im Bild rechts gezeigt, kann er als Wendeschalter die Drehrichtung von Motoren ändern. Die zwei Anschlüsse rechts und links werden entweder gerade oder gekreuzt auf die andere Seite verbunden. Mit dieser Beschaltung ist auch ein Kreuzschalter aufgebaut.

Schaltzeichen für Wechselschalter
Schaltsymbol einpolig
Schaltsymbol zweipolig
Mit garantierter Unterbrechung
Ohne garantierte Unterbrechung

## Serien-Wechselschalter
So werden in der Hausinstallation zwei Wechselschalter bezeichnet, die in einem gemeinsamen Gehäuse untergebracht sind und eine geteilte (doppelte) Schalterwippe besitzen. Die Bezeichnung Serienschalter hat historische Gründe, eine näherliegende Bezeichnung wäre Doppel-Wechselschalter. Während Einzelschalter heute überwiegend als Wechselschalter verkauft werden, sind Serienschalter nur gegen Aufpreis in der Ausführung als Wechselschalter erhältlich.
Serien-Wechselschalter mit mechanischer Sperre („Verriegelung“), die verhindert, dass beide Schalter gleichgerichtet geschaltet werden, heißen auch Jalousieschalter. Sie dienen zur Betätigung von motorisch angetriebenen Jalousien, Rolladenmotoren oder allen anderen Antrieben, bei denen ein Richtungswechsel vorgesehen ist und die gleichzeitige Betätigung des Antriebs in beiden Richtungen zu einer Störung führen würde.